# Kiss Ferenc (művelődéstörténész)
Kiss Ferenc (Dés, 1942. július 12. – Dés, 2014. szeptember 25.) romániai magyar művelődéstörténész, helytörténész.

## Életútja
A középiskolát szülővárosában végezte (1960), a Babeș-Bolyai Egyetemen történelem-filozófia szakos tanári diplomát szerzett (1967). Szamossósmezőn tanár 1967-től, közben igazgató (1980-82).
A Korunkban tűnt fel Cserei Mihály Históriája egy addig ismeretlen másolatának bemutatásával (1968/1); az Utunkban egy Mikes-kéziratról (1974/7) és az emlékíró Nagy Szabó Ferencről (1978/39) közölt tanulmányt; a NyIrK hasábjain Pápai Páriz Ferenc és nagyenyedi tanártársai egy Désen megtalált ajánlólevelét közölte az odera-frankfurti egyetemhez (1978/ 2), és a marosvásárhelyi Református Kollégium Árva Bethlen Kata 1756-ban felajánlott alapítványának egy könyvvásárlási jegyzékét (1982/1-2) hozta nyilvánosságra. A Hét Maximilianus Transylvanus és tudósítása a Magellan expedícióról c. írását közölte (1980/32).
Tanulmánya jelent meg Kádár Józsefről, Szolnok-Doboka vármegye monográfia írójáról a Művelődéstörténeti Tanulmányok 1980-as kötetében, erre a témára tért vissza Kádár József mint néprajzi gyűjtő c. tanulmányában is (Művelődés, 1992/9), közzétéve egy válogatást népi csodás történetekről és hiedelmekről Dés környékén és Aranyos vidékén. Közölt a Korunk, Brassói Lapok, Steaua, majd 1990 után a dési Szamosmente hasábjain is. Helytörténeti monográfiát írt a dési Nagytemetőről.
2014. szeptember 25-én, 72 évesen, szívrohamban elhunyt.